# Walter Scott

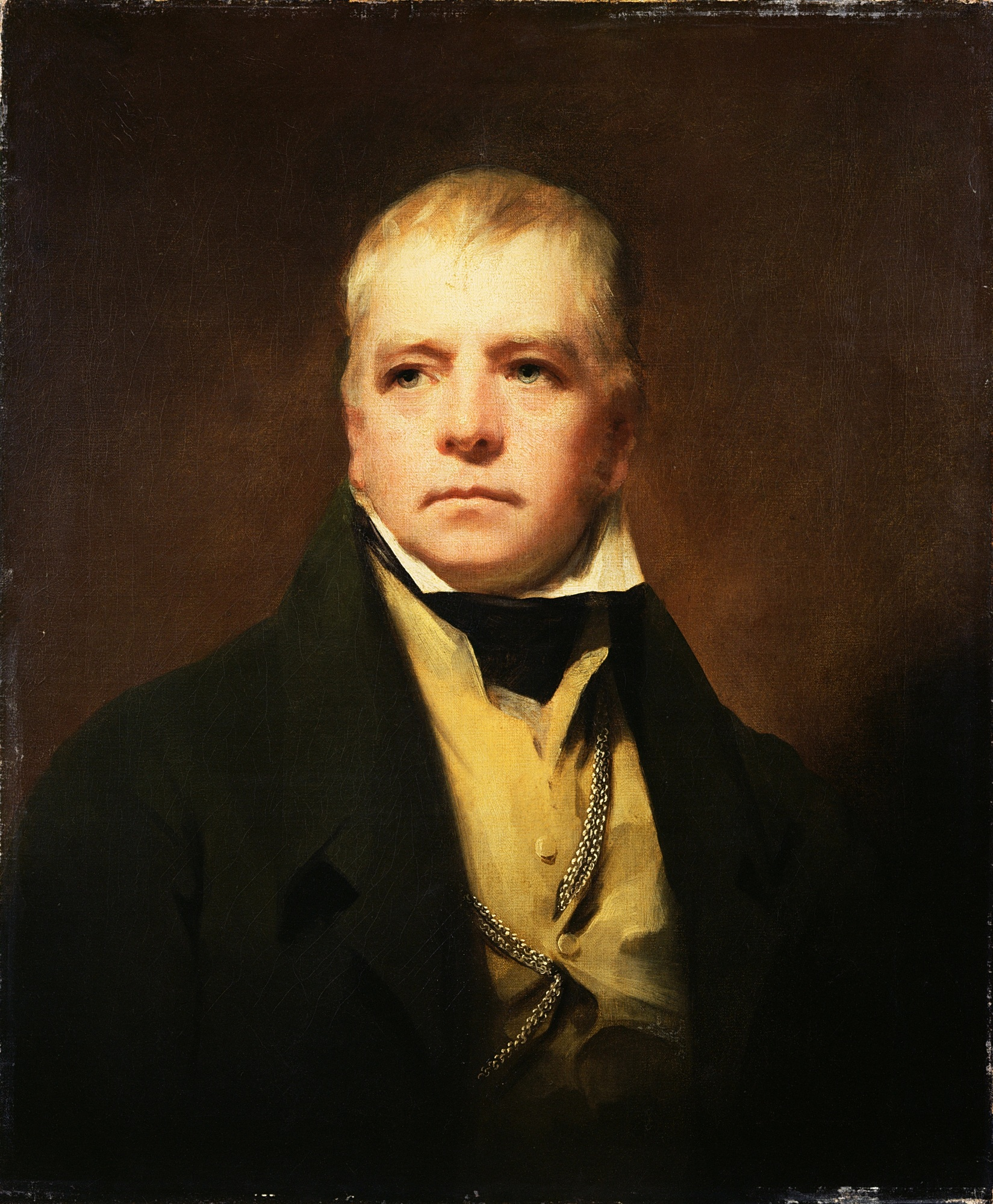
Chân dung của Walter Scott vẽ bởi Sir Henry Raeburn (1822)

Ngài Walter Scott, Tòng nam tước thứ nhất (15 tháng 8 năm 1771 – 21 tháng 9 năm 1832), là một nhà sử học, tiểu thuyết gia, nhà thơ và nhà viết kịch người Scotland. Nhiều tác phẩm của ông vẫn là tác phẩm kinh điển của văn học châu Âu và Scotland, đặc biệt là các tiểu thuyết Ivanhoe (1819), Rob Roy (1817), Waverley (1814), Old Mortality ((1816), Trái tim của Mid-Lothian (1818) và Cô dâu của Lammermoor (1819), cùng với những bài thơ tự sự Marmion (1808) và The Lady of the Lake (1810). Ông có ảnh hưởng lớn đến văn học Âu Mỹ.
Với tư cách là một người biện hộ, thẩm phán và quản trị viên pháp lý chuyên nghiệp, ông đã kết hợp việc viết và chỉnh sửa với công việc hàng ngày của mình với tư cách là Thư ký phiên họp và Phó cảnh sát trưởng của Selkirkshire. Ông là người nổi bật trong cơ sở Tory của Edinburgh, hoạt động tích cực trong Hiệp hội Cao nguyên, trong một thời gian dài là chủ tịch của Hiệp hội Hoàng gia Edinburgh (1820–1832), và là phó chủ tịch của Hiệp hội Cổ vật Scotland (1827–1829). Kiến thức về lịch sử và cơ sở văn học đã trang bị cho ông để thiết lập thể loại tiểu thuyết lịch sử như một mẫu mực của Chủ nghĩa lãng mạn châu Âu. Ông trở thành nam tước xứ Abbotsford ở Hạt Roxburgh, Scotland, vào ngày 22 tháng 4 năm 1820; danh hiệu này đã biến mất sau cái chết của con trai ông vào năm 1847.

## Tiểu sử
Ông sinh ngày 14 tháng 8 nắm 1771 tại thành phố Edinburgh, con của một luật sư người Scoland nổi tiếng. Khi nhỏ do bị bệnh thấp khớp ông được cha gửi đến ở cùng với ông bà nội tại trang trại Sandyknowe, nằm trên vùng biên giới xa xôi phía nam. Sau đó, do sức khoẻ, ông lại tiếp tục phải chuyển xuống sống tại thành phố Bath, Anh quốc.
Sau khi tốt nghiệp Đại học tổng hợp Edinburgh, ông tiếp nối con đường sự nghiệp của cha mình và trở thành luật sư tại Edinburgh (1792). Tuy nhiên tới năm 25 tuổi ông bắt đầu chuyển dần sang sự nghiệp văn chương. Bắt đầu bằng việc dịch thuật các tác phẩm văn học tiếng Đức. Ấn phẩm đầu tiên của ông là bản dịch cho các bản tình ca của Bürger - in năm 1796. Sau đó ông tiếp tục cho ra đời tuyển tập tình ca Scotland có tựa đề là "Đoàn hát rong tại vùng biên giới Scotland" (The Minstrelsy of the Scottish Border). Tác phẩm này đã thể hiện sự quan tâm sâu sắc của ông tới lịch sử và văn học Scotland. Tác phẩm của ông nhận được sự hưởng ứng nồng hậu từ các độc giả khắp Scotland và từ đó ông quyết định bỏ nghề luật sư.
Năm 1797, do ảnh hưởng của tư tưởng phái Jacobin thời Cách mạng Pháp, ông đã chuyển sang Pháp sinh sống. Tại đây ông đã kết hôn với bà Margaret Charlotte Charpentier, con gái của Jean Charpentier tại Lyon, Pháp. Những biến động chính trị lịch sử tại Pháp thời kỳ này đã cho ông những kiến thức rất quý báu mà sau này đã được thể hiện trong các tác phẩm của ông.
Walter Scott nổi tiếng như một nhà thơ chuyên viết các bài thơ trữ tình và những bản tình ca. Nhiều bản tình ca do ông viết và biên dịch đã trở nên nổi tiếng như Bài thơ về người hát rong cuối cùng (The Lay of the Last Minstrel, 1805); Marmion (1809); Ellens dritter Gesang ("Ave Maria của Schubert", 1810); Bãi chiến trường Waterloo (The Field of Waterloo, 1815); Bonnie Dundee, 1830) v.v. Nhưng Walter Scott đã thành công hơn hết nhờ những tác phẩm văn xuôi về đề tài phiêu lưu lịch sử. Ông đã để lại những tác phẩm nổi tiếng thế giới như Rob Roy, Thằng lùn đen (The Black Dwarf), Nhà khảo cổ (The Antiquary), Old Mortality (1816). Tác phẩm văn học nối tiếng nhất của ông là Ivanhoe được xuất bản năm 1820, một câu chuyện có bối cảnh lịch sử của cuộc đấu tranh giữa người Normandy (từ Pháp) và người Saxon, cũng như cuộc đấu tranh giành quyền lực trong giới hiệp sĩ quý tộc Anh thế kỷ XII. Tác phẩm đã đưa ông lên đỉnh cao danh vọng khi ông được vua Anh phong hàm Nam Tước và trở thành Sir Walter Scott.
Ông mất năm 1832 tại Abbotsford. Ông được chôn tại nghĩa trang của Tu viện Dryburgh bên cạnh bức tượng William Wallace — một trong những anh hùng dân tộc lãng mạn nhất trong lịch sử Scotland.